# Шнайтер, Вальтер
Вальтер Шнайтер (нем. Walter Schneiter; 18 июня 1918 — 18 декабря 1975) — швейцарский футболист, игравший на позиции нападающего. Выступал за команды «Цюрих», «Кантональ Невшатель» и «Баден». 
В составе сборной Швейцарии сыграл 3 матча — участник чемпионата мира 1950 года.

## Карьера
Вальтер Шнайтер начинал футбольную карьеру в клубе «Цюрих». В сезоне 1943/44 он защищал цвета команды «Кантональ Невшатель», а в 1943 году вернулся в «Цюрих». В сезоне 1949/50 Вальтер забил 10 голов в чемпионате, а в следующем сезоне записал на свой счёт 11 мячей. Позже выступал за клуб «Баден».
В составе сборной Швейцарии Вальтер дебютировал 2 октября 1949 года в товарищеском матче против Бельгии. В июне 1950 года он отправился со сборной на чемпионат мира в Бразилию. На турнире Шнайтер был резервным игроком, поэтому не сыграл ни одного матча — его команда заняла только третье место и не смогла выйти в финальную часть чемпионата. За год выступлений в сборной он сыграл 3 матча.